# Auguste Wilhelmine Henriette van Württemberg

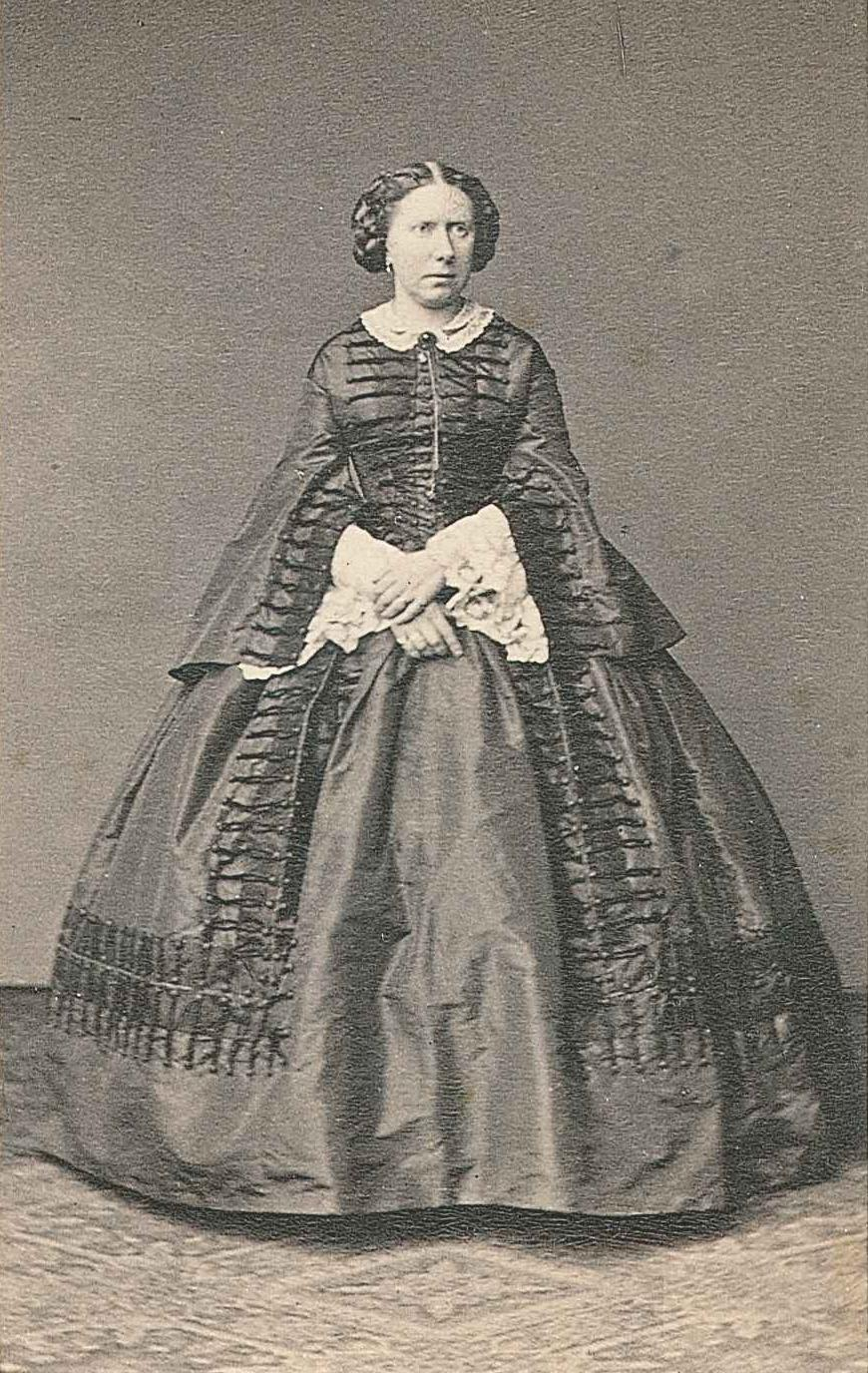
Auguste Wilhelmine Henriette van Württemberg

Auguste Wilhelmine Henriette van Württemberg (Stuttgart, 4 oktober 1826 – aldaar, 3 december 1898) was een dochter van koning Willem I van Württemberg en Pauline van Württemberg. 
Auguste was het derde en laatste kind uit het huwelijk van haar ouders. Zij werd beschreven als onaantrekkelijk maar opgewekt en verstandig. Op 17 juni 1851 sloot ze een genegenheidshuwelijk met de bijna even oude Württembergse cavalerie-officier prins Herman Bernhard van Saksen-Weimar-Eisenach. Deze werd in hetzelfde jaar bevorderd van ritmeester tot luitenant-kolonel. In 1853 promoveerde hij tot commandeur van de Leibgarde. Uit het harmonische huwelijk ontsproten vier zoons en twee dochters. 
Het "Palais Weimar" op Neckarstraat 25 was jarenlang het middelpunt van een kunstzinnig gericht sociaal leven. In 1865 verliet prins Herman in de rang van luitenant-generaal de actieve dienst, omdat hem verdere promotie werd ontzegd. Een poging om generaal-adjudant van koning Karel te worden mislukte. Hetzelfde gold voor de kandidatuur van rijksstadhouder van Elzas-Lotharingen. Bij gebrek aan andere bezigheden hield prins Weimar, zoals hij in Stuttgart werd genoemd zich bezig met sociale, vaderlandslievende en kunstzinnige verenigingen.
Uit het huwelijk van Herman en Augusta werden de volgende kinderen geboren:
- Pauline (1852-1904), huwde met kroonprins Karel August van Saksen-Weimar-Eisenach.
- Wilhelm (1853–1924), huwde met Gerta zu Isenburg-Büdingen in Wächtersbach
- Bernhard (1855–1907), huwde met Marie Luise Brockmüller, en later met Elisabeth von der Schulenburg. Was graaf van Crayenburg.
- Alexander (1857–1891)
- Ernst (1859–1909)
- Olga (1869–1924), huwde met Leopold zu Isenburg-Büdingen in Birstein.

Bron: Sönke Lorenz, Das Haus Württemberg.